# Fawley (Hampshire)
Fawley is een civil parish in het bestuurlijke gebied New Forest, in het Engelse graafschap Hampshire.